# 호세 루이스 사발라
호세 루이스 사발라 아론도(스페인어: José Luis Zabala Arrondo; 1898년 12월 14일, 바스크 주 이룬 ~ 1946년 4월 23일, 카탈루냐 주 바르셀로나)는 스페인의 전 축구 선수로, 현역 시절 공격수로 활약했다. 그는 1923년부터 1924년까지 스페인 국가대표팀 경기에 4번 출전했으며, 1924년 하계 올림픽에 스페인 선수단 일원으로 참가했었다.

## 수상
레알 우니온
- 코파 델 레이: 1918